# Patrick Huisman
Patrick Huisman, (23 augustus 1966) is een Nederlandse autocoureur. 
Huisman werd van 1997 tot en met 2000 vier keer kampioen in de Porsche Supercup. De Porsche Supercup wordt verreden in het voorprogramma van de Europese Formule 1-races.
Verder heeft Huisman twee volle seizoenen gereden in de DTM, waarin hij één raceoverwinning wist te scoren. Voorts heeft hij verschillende 24-uurs races verreden, waaronder de 24 uur van Le Mans.
In 2004 heeft Huisman een officiële test gedaan voor het Formule 1-team van Minardi. In 2009 kwam hij weer uit in de Porsche Supercup.
Zijn vader, Ben Huisman, was begin jaren zeventig een van de drijfveren achter de Nederlandse Grand Prix en wedstrijdleider bij de Grand Prix Formule 1 van Nederland 1973. Zijn broer Duncan Huisman is eveneens coureur.

## Carrière
| Jaar | Klasse                                       | Opmerkingen                           |
| ---- | -------------------------------------------- | ------------------------------------- |
| 1990 | DTCC                                         | 5e                                    |
| 1991 | DTCC                                         | Kampioen                              |
| 1992 | Porsche Carrera Cup                          | Rookie of the Year                    |
| 1993 | DTCC & ADAC GT Cup                           | 2e & 9e                               |
| 1994 | DTCC & 24 uur van Le Mans                    | 2e & 10 overall (3e in klasse)        |
| 1995 | Porsche Supercup                             | 4e                                    |
| 1996 | Porsche Supercup & 3 races FIA GT            | 3e                                    |
| 1997 | Porsche Supercup & Belcar                    | kampioen & 2e                         |
| 1998 | Porsche Supercup & 24 uur van Le Mans        | Kampioen & uitgevallen                |
| 1999 | Porsche Supercup & 24 uur van Le Mans & ALMS | Kampioen & winnaar GT3 klasse         |
| 2000 | Porsche Supercup & 24 uur van Le Mans        | Kampioen & 12e overall (5e in klasse) |
| 2001 | DTM                                          | 6e (1 win)                            |
| 2002 | DTM                                          |                                       |
| 2003 | Porsche Supercup & 2 races DTM               | 4e                                    |
| 2004 | Porsche Supercup & Formule 1 Test Minardi    | 5e                                    |
| 2005 | Porsche Supercup                             | 2e                                    |
| 2006 | Porsche Supercup                             | 4e                                    |
| 2007 | Porsche Supercup                             | 4e                                    |
| 2008 | Porsche Supercup                             | 3e                                    |